# Victor Berbara
Victor Berbara (Rio de Janeiro, 10 de junho de 1928 – Rio de Janeiro, 7 de março de 2021) foi um diretor de teatro, cinema, rádio e televisão, publicitário, psicologo e advogado brasileiro.
Produtor responsável por implementar os musicais americanos da Broadway no Brasil, tais como:  Minha Querida Dama – 1962 (My Fair Lady), Alô, Dolly! – 1965 (Hello, Dolly!) Promisses, Promisses – 1970, Evita – 1983.

## Careira e biografia
Filho de mãe portuguesa e pai descendente de libaneses, o teatro não foi a primeira opção profissional de Victor Berbara. Para atender a um desejo da família, ele estudou um ano de Medicina para, em seguida, trocar o curso pelo de Psicologia da Columbia University, de Nova York, formando-se em 1949. No Brasil, já formado em psicologia, cursou uma segunda faculdade, a de Direito, concluída em 1952 pela Universidade Federal do Rio de Janeiro e em 1954, concluiu o curso de mestrado de direito, na mesma universidade. Chegou a trabalhar como advogado, mas teve sucesso mesmo quando tornou-se publicitário.
Para a Rádio Nacional, fez versões de sucessos americanos para o "Um milhão de Melodias"; considerado o mais famoso programa musical do rádio brasileiro, estreando em janeiro de 1943 e ficando no ar até 1953, atração dirigida por Victor Costa. Logo após passou a escrever novelas para a Rádio Globo. Em 1962, encerrou sua participação na Rádio Nacional e produziu sua versão do musical "My Fair Lady", que ficou cinco anos em cartaz, em São Paulo, Rio de Janeiro e Porto Alegre.
Posteriormente, na televisão, em 1953, dirigiu o primeiro programa semanal da TV Record, “Repto aos Universitários”. Ainda criou o primeiro programa humorístico da TV carioca “Aí vem dona Isaura”, na TV Rio, com o humorista Chico Anysio, no ano de 1958. Ainda produziu teleteatros que ganhavam em audiência do programa concorrente “Grande Teatro Tupi”, da TV Tupi.
Compôs diversas canções com diferentes compositores, cantadas por vários interpretes tais como: Cauby Peixoto, Dóris Monteiro, Ivan de Alencar, Rosita Gonzales e Dick Farney.
Como publicitário, em 1956, fundou a agência Century Publicidade, e conquistou clientes importantes, como: Toddy, Piraquê, Casas José Silva, Lojas Cássio Muniz, Ciga Geigy-Laboratório de Medicamentos e outros. Entre 1966 e 1967 dirigiu a TV Tupi-Rio, sendo também foi presidente da Associação Brasileira de Agências de Publicidade.
Foi dono do estúdio de dublagem VTI Rio, criado em 1987.
Em 2008, foi lançado o livro Victor Berbara: o homem das mil faces, sua biografia escrita por Tânia Carvalho; o título da obra é uma referência aos diferentes campos profissionais nos quais Berbara trabalhou.

## Prêmio
Em 2014 Victor Berbara, pelos serviços prestados ao teatro musical no Brasil, recebeu a Medalha Arthur Azevedo do Prêmio Bibi Ferreira, a mais importante premiação do teatro musical do Brasil; ocorrida na cidade de São Paulo, no dia 13 de outubro de 2014.